# Perissocarpa
Perissocarpa là một chi thực vật có hoa trong họ Ochnaceae.

## Loài
Chi Perissocarpa gồm các loài: